# Damazan
Damazan település Franciaországban, Lot-et-Garonne megyében. Lakosainak száma 1353 fő (2022. január 1.). Damazan Ambrus, Buzet-sur-Baïse, Caubeyres, Puch-d’Agenais, Saint-Léger, Saint-Léon és Saint-Pierre-de-Buzet községekkel határos.

## Népesség
A település népességének változása:
| Lakosok száma | 1338 | 1204 | 1164 | 1251 | 1300 | 1329 | 1354 | 1357 | 1357 | 1353 |
|               | 1968 | 1982 | 1990 | 2006 | 2013 | 2015 | 2017 | 2019 | 2020 | 2022 |